# Majd Eddin Ghazal
Majd Eddin Ghazal (Damasco, 21 de abril de 1987) es un atleta de nacionalidad siria. Su especialidad es el salto de altura, y en su carrera deportiva ostenta una medalla de bronce en campeonatos mundiales de atletismo.

## Trayectoria
Inició en la práctica del fútbol y también en el baloncesto, deporte en el que se le vaticinaba un buen futuro. Sin embargo, a los 16 años y por la influencia de su padre, comenzó a enrolarse en el atletismo, y tras participar en las carreras de larga distancia, velocidad y los saltos horizontales, decidió especializarse en el salto de altura. 
Su primer éxito internacional llegó el 2006 con la medalla de bronce del campeonato Panarábico de atletismo en categoría júnior, donde logró un récord nacional de 2,09 m en la misma categoría. Ya en el año 2007 comenzó a entrenar bajo las órdenes del ruso Yuriy Voloshyn con quien superó el récord nacional al conseguir una marca de 2,17 m en el campeonato árabe de atletismo que le mereció un tercer puesto.  
El 2008 llegó a entrenarle el bielorruso Aleksandr Kotovich, y ese mismo año se alzó con la medalla de plata en el campeonato asiático en pista cubierta de Doha con un salto de 2,20 m. Este fue el antecedente para asistir a sus primeros Juegos Olímpicos a realizarse en Pekín, en los que tomó parte gracias a una tarjeta de invitación. Agobiado por el nerviosismo de presentarse al magno evento, participó en la ronda de clasificación en la que saltó 2,20 m, válido para la posición 24. El 2009, y pese al contratiempo de una lesión, participó en el campeonato mundial de Berlín en el que fue 28° en la ronda de clasificación con un registro de 2,15 m.
El 2010 se puso a las órdenes de un nuevo entrenador, esta vez el ruso Vladimir Brigadny. Bajo su tutela participó en el mundial de Daegu con un resultado insatisfactorio al haberse ubicado en el puesto 23 de la ronda de clasificación con una marca de 2,21 m. Pese a todo, el 2012 mejoró su estado físico y pudo conseguir el 12° puesto en el campeonato mundial en pista cubierta con un salto de 2,26 m. Posteriormente, una lesión en el tobillo le obligó a someterse a tratamiento.
Ese mismo año tenía su segunda participación en Juegos Olímpicos, en esa ocasión a celebrarse en Londres. Pero su preparación en Siria estaba limitada por el desarrollo de la guerra civil que asolaba a su país. De hecho, el estadio Abbasiyyin fue bombardeado precisamente durante una sesión de entrenamiento que provocó la muerte de quince personas, y en la que él mismo sufrió heridas por la caída de los escombros. Debido a la decisión del gobierno sirio de asistir al evento pese al conflicto, Ghazal viajó al aeropuerto bajo fuerte escolta con rumbo a Londres.
Sin esperar buenos resultados y con el ánimo por los suelos por lo que ocurría en su país, Ghazal tuvo como aliciente el haber sido honrado como portador de la bandera siria en la ceremonia de apertura. Ya en la competición, logró una discreta marca de 2,16 m en ronda preliminar. El siguiente año, y con un nuevo entrenador, asistió a su tercer campeonato del mundo en el que registró un salto de 2,22 m en ronda preliminar.  
El 2014 se trasladó a Rusia para entrenar, pero las dificultades financieras le obligaron a regresar a Siria. Incluso tuvo que asumir su propio entrenamiento, pero pudo encontrar un nuevo entrenador en Imad Sarraj. Como muestra de su progreso a través de los años, el 2015 logró saltar 2,29 m en dos ocasiones: primero en Tailandia y después en el campeonato mundial de Pekín, en ronda preliminar, y posteriormente, en octubre, alcanzó los 2,31 m en los Juegos Mundiales Militares de Mungyeong, Corea del Sur.
El 2016 su estado de forma iba en alza. Sin una preparación exhaustiva se hizo del segundo puesto por detrás de Mutaz Essa Barshim en el campeonato asiático en pista cubierta de Doha con una marca de 2,28 m. En mayo, tomó parte de la Liga de Diamante: en la reunión de Shanghái del 14 de mayo saltó 2,28 m para el cuarto puesto, pero cuatro días después, en Pekín por la IAAF World Challenge, sorprendió al mundo del atletismo con una marca de 2,36 m para el primer puesto. A sus 29 años, señaló que ese había sido el inicio de su carrera internacional.
Sin embargo, su participación en más reuniones internacionales se vio interrumpida por la dificultad de obtener una visa debido a su nacionalidad siria, ya que podía ser considerado un potencial refugiado. Al final obtuvo una visa gracias al Acuerdo de Schengen. El 2016 logró asistir a la reunión de Mónaco donde saltó 2,34 m con un tercer puesto, y en agosto fue a Río de Janeiro para sus terceros Juegos Olímpicos, pero los resultados no fueron los esperados: aunque al fin pudo clasificar a la final de la prueba, en la disputa por las medallas se ubicó en el séptimo puesto con una marca de 2,29 m. Ghazal alegó estar debilitado, y efectivamente, posterior a los Juegos le fue diagnosticado anemia microcítica.
Para la temporada del 2017, Ghazal ganó en abril una medalla de bronce en el campeonato asiático con una marca de 2,24 m. Para el mes de julio asistió a la reunión de París por la Liga de Diamante y obtuvo el tercer puesto con un salto de 2,32 m. Esta fue su preparación para su quinto campeonato mundial, en el que era tomado en cuenta para colarse en el podio, aunque como la mayoría de los saltadores contaba con escasas posibilidades de competir con el favorito Mutaz Essa Barshim. En efecto, el catarí fue el indiscutido ganador con un salto de 2,35 m, mientras que el segundo puesto fue para Danil Lysenko con 2,32 m, y el tercer puesto y medalla de bronce se lo llevó Ghazal con un salto de 2,29 m, en lo que era la primera medalla para un atleta masculino de nacionalidad siria en la historia del campeonato, ya que únicamente la atleta  Ghada Shouaa había conseguido una medalla oro en 1995 y una de bronce en 1999.
Cerró su más exitosa temporada en agosto en la Liga de Diamante con un segundo puesto en Birmingham con una marca de 2,31 m, por debajo del ganador Barshim quien saltó 2,40 m. Mientras que en Zúrich, por la final de la competición, repitió la misma marca, aunque a 5 cm del catarí, ganador del evento anual; y en septiembre se alzó con la medalla de oro en los Juegos Asiáticos Bajo Techo y de Artes Marciales de Asjabad.
El 2018 se hizo de la medalla de oro en los Juegos Mediterráneos de Tarragona con un salto de 2,28 m. Además tuvo cuatro participaciones en la Liga de Diamante en la que su mejor resultado fue el segundo puesto en Doha con una marca de 2,33 m. En los Juegos Asiáticos de Yakarta y Palembang ganó la medalla de bronce con un registro de 2,24 m, mientras que en la copa continental de Ostrava, en representación del equipo Asia-Pacífico, fue cuarto con 2,24 m.
Para la temporada del 2019, Ghazal se adjudicó su primera medalla de oro en el campeonato asiático con un salto de 2,31 m y también logró su primer triunfo en Liga de Diamante en la reunión de Londres con un registro de 2,30 m. Sin embargo, no corrió con la misma suerte en la final de la liga en Zúrich (10º con 2,20 m), ni tampoco en su sexto campeonato del mundo, celebrado en Doha, donde quedó relegado en la etapa preliminar (2,17 m).